# ヨハン・デ・ウィット (揚陸艦)
ヨハン・デ・ウィット（L801 Johan de Witt）は、オランダ海軍のドック型揚陸艦。「ロッテルダム」の拡大改良型であり、同一の艦級とされる場合もある。
「ロッテルダム」より大型化したが、ウェルドックを縮小して車両格納庫を大幅に拡大している他、ガリシア級揚陸艦の2番艦「カスティーリャ」と同様に指揮艦としての機能を兼ね備えており、402人の司令部要員が活動可能である。